# Gabriele Kohlisch

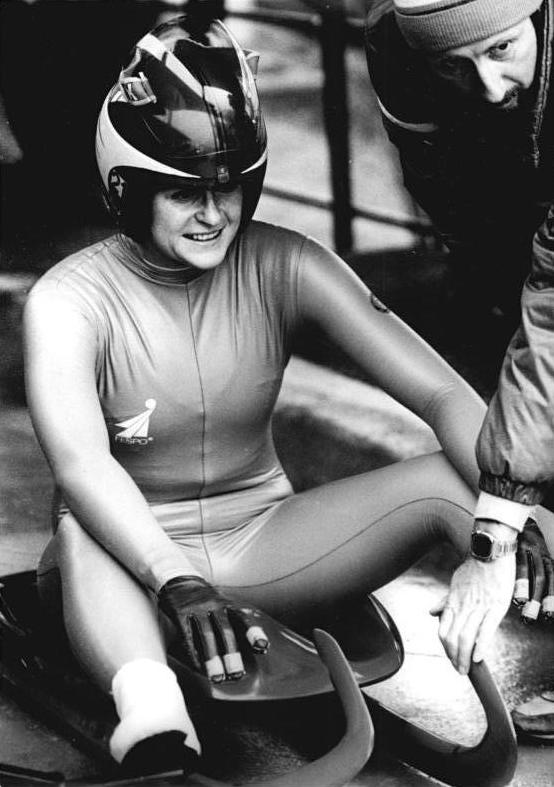
Kohlisch bei der DDR-Meisterschaft im Rennschlittensport 1989 in Altenberg

Gabriele Gabi Kohlisch (* 7. Dezember 1963 in Karl-Marx-Stadt) ist eine ehemalige deutsche Rennrodel- und Bobsportlerin.

## Werdegang
Gabriele Kohlisch startete für den SC Traktor Oberwiesenthal und begann ihre internationale Karriere am Ende der 1980er Jahre noch im Nationalteam der DDR. 1987 wurde sie Vizeweltmeisterin, verpasste aber die Qualifikation für das dreiköpfige Olympiaaufgebot, das bei den Spielen die ersten drei Plätze belegte. 1990 wurde sie zum ersten Mal Weltmeisterin, was sie 1995 wiederholen konnte. Vizeweltmeisterin war sie neben 1987 auch noch 1991 und 1993. 1994 kamen noch Bronze und 1996 Silber bei den Europameisterschaften hinzu.
Bei den Olympischen Spielen konnte Kohlisch keine Erfolge erringen. Sowohl 1992 in Albertville als auch 1994 in Lillehammer erreichte sie für sie unbefriedigende sechste Plätze, was vor allem 1994 besonders schmerzte, da Kohlisch in diesem Jahr den Gesamtweltcup gewann.
1997 konnte sich die damals 34-jährige nicht mehr gegen Jana Bode, Susi Erdmann, Sylke Otto, Silke Kraushaar und Barbara Niedernhuber für das Weltcupteam qualifizieren und trat deswegen zurück. Nachdem für 2002 angekündigt worden war, dass Bobsport für Frauen olympisch werden würde, kehrte Kohlisch wieder zurück in die Eisbahn und wurde 2000 in Altenberg erste Weltmeisterin im Frauenzweierbob. Für die Olympischen Spiele konnte sie sich gegen Sandra Prokoff und ihre frühere Rodelkonkurrentin Susi Erdmann nicht durchsetzen.
Kohlisch war Aktivensprecherin des Internationalen Rodel-Verbandes und bei den Olympischen Spielen in Nagano Aktivensprecherin des deutschen Teams. Seit Februar 2006 leitet sie die Sportausbildung der Marineoffizieranwärter an der Marineschule Mürwik in Flensburg-Mürwik.

## Erfolge

### Weltcupsiege
Einzel
| Nr. | Datum         | Ort        | Bahn                                    |
| --- | ------------- | ---------- | --------------------------------------- |
| 1.  | 1. Feb. 1987  | Imst       | Rodelbahn Imst                          |
| 2.  | 20. Feb. 1989 | Calgary    | Calgary’s WinSport Bobsleigh/Luge Track |
| 3.  | 7. Jan. 1990  | Oberhof    | Rennrodelbahn Oberhof                   |
| 4.  | 25. Nov. 1990 | Altenberg  | Rennschlitten- und Bobbahn Altenberg    |
| 5.  | 24. Nov. 1991 | Königssee  | Kombinierte Kunsteisbahn am Königssee   |
| 6.  | 24. Jan. 1993 | Königssee  | Kunsteisbahn Königssee                  |
| 7.  | 31. Jan. 1993 | Winterberg | Bobbahn Winterberg                      |
| 8.  | 12. Dez. 1993 | Innsbruck  | Olympia Eiskanal Igls                   |
| 9.  | 14. Jan. 1994 | Oberhof    | Rennrodelbahn Oberhof                   |
| 10. | 18. Dez. 1994 | Calgary    | Calgary’s WinSport Bobsleigh/Luge Track |
| 11. | 15. Jan. 1995 | Oberhof    | Rennrodelbahn Oberhof                   |
| 12. | 29. Jan. 1995 | St. Moritz | Olympia Bob Run St. Moritz–Celerina     |
| 13. | 3. Dez. 1995  | Innsbruck  | Kunsteisbahn Bob-Rodel Igls             |